# Samuel Jones (1819-1887)
Pour les articles homonymes, voir Sam Jones, Samuel Jones et Jones.
Samuel Jones (17 décembre 1819 - 31 juillet 1887) est un major général de l'armée des États confédérés pendant la guerre de Sécession. Au milieu de la guerre, il commande le département de la Virginie Occidentale, défendant la Virginie et le chemin de fer du Tennessee et les mines de sel vitales. Plus tard, il commande la district de Caroline du Sud.

## Avant la guerre
Jones naît à « Woodfield », dans la plantation de ses parents dans le comté de Powhatan, Virginie. Il est diplômé de l'académie militaire de West Point en 1841 et est breveté second lieutenant dans le 2nd Artillery Regiment. Il est initialement affecté à Houlton, Maine, pendant la contestation sur la frontière avec le Canada. Il retourne à West Point entre 1846 et 1851, où il est professeur assistant de mathématiques et instructeur de tactique. Juste avant la guerre de Sécession, il est dans l'état-major du juge avocat de l'armée à Washington, D.C.

## Guerre de Sécession
Avec la sécession de la Virginie en 1861, Jones est nommé commandant dans le corps de l'artillerie de l'État. Il rejoint plus tard l'armée confédérée provisoire (Provisional Confederate Army) et sert en tant que chef de l'artillerie et de l'ordonnance. Il est promu colonel en reconnaissance de ses services, et le 21 juillet 1861 il est promu brigadier général. Le 27 février 1862 il prend le commandement de l'armée de Mobile au sein du département de l'Alabama et de l'ouest de la Floride qu'il quitte le 27 juin. Il est promu major général le 10 mars 1862. Du 2 juin au 18 septembre 1862, il commande le deuxième corps de l'armée du Mississippi.
Du 4 décembre 1862 jusqu'au 4 mars 1864, Jones commande le département de Virginie Occidentale, avec ses quartiers généraux à Dublin, Virginia. Il a la charge des opérations de défense de la voie ferrée de Virginie et du Tennessee (en) et des mines de sel vitales. La bataille de Blountville en septembre 1863 est la première tentative de l'Union pour forcer Jones et son commandement à se retirer du Tennessee de l'Est. Jones est remplacé par le général John C. Breckinridge.
Il commande alors le district de Caroline du Sud jusqu'en janvier 1865. Lorsque la marine de l'Union commence à bombarder Charleston, Caroline du Sud, Jones place cinquante officiers fédéraux prisonniers dans la ville sous bonne garde. Il informe alors le major général de l'Union John G. Foster de stopper le bombardement à moins de risquer de tuer ses propres hommes. Foster, en colère, place en représailles les confédérés prisonniers, dont le brigadier général M. Jeff Thompson, directement dans la ligne de tir des canons de Jones.
En février 1865, Jones est nommé commandant du département de Floride et de Géorgie du sud, un poste qu'il tient jusqu'à la fin des hostilités, quand il se rend à Tallahassee le 10 mai 1865.

## Après la guerre
De 1873 à 1875, Jones est président de l'université d'agriculture du Maryland (Maryland Agricultural College).
Jones meurt à Bedford Springs (en) en Pennsylvanie, et est enterré dans le cimetière d'Hollywood à Richmond, Virginie.